# Majed Rashed
Majed Rashed (Arabic:ماجد راشد) (sinh ngày 16 tháng 5 năm 2000) là một cầu thủ bóng đá người Các Tiểu vương quốc Ả Rập Thống nhất. Hiện tại anh thi đấu cho Ittihad Kalba.